# 港山駅
港山駅（みなとやまえき）は、愛媛県松山市港山町にある伊予鉄道高浜線の駅である。駅番号はIY03。
かつて当駅から、堀川支線という貨物線が伸びていた（廃止年月日不明）。

## 歴史
当駅は新浜塩田からの塩を輸送するため貨物駅として開業した。塩田があった新浜村だけでも明治30年代には14町2反歩の塩田があり年産は5000石だった。1905年（明治38年）に塩専売制が敷かれると、三津浜に大蔵省坂出塩務局の出張所が置かれた。しかし、この塩田も、1910年（明治43年）から1911年（明治44年）の第1次塩田整理によって廃止となった。
- 1898年（明治31年）9月21日：新浜塩田からの貨物駅として開業[2][3]。
- 1907年（明治40年）7月1日：廃止[3]。
- 1931年（昭和6年）5月1日：旅客駅として再開業[3]。
- 2015年（平成27年）3月28日：無人駅となる[4]。

## 駅構造
島式ホーム1面2線を有する地上駅。周辺には平地が少なく人口も少ないため、乗降客数は少ない。
かつては駅員が配置されていたが、2015年（平成27年）3月28日より無人駅となった。

### のりば
| 番線 | 路線    | 行先                     |
| ---- | ------- | ------------------------ |
| 1    | ■高浜線 | 三津・衣山・松山市方面   |
| 2    | ■高浜線 | 高浜・（松山観光港）方面 |

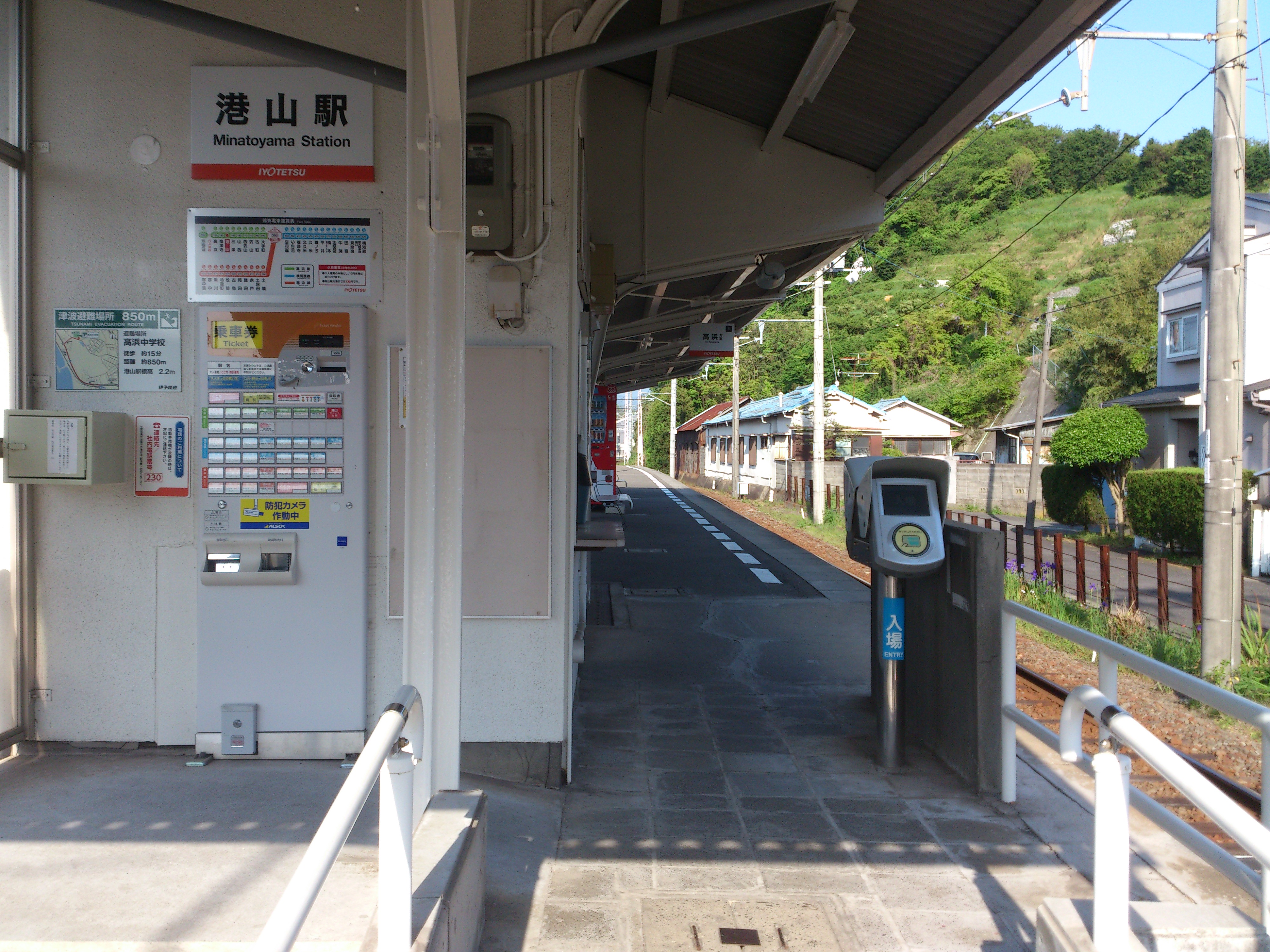
改札口
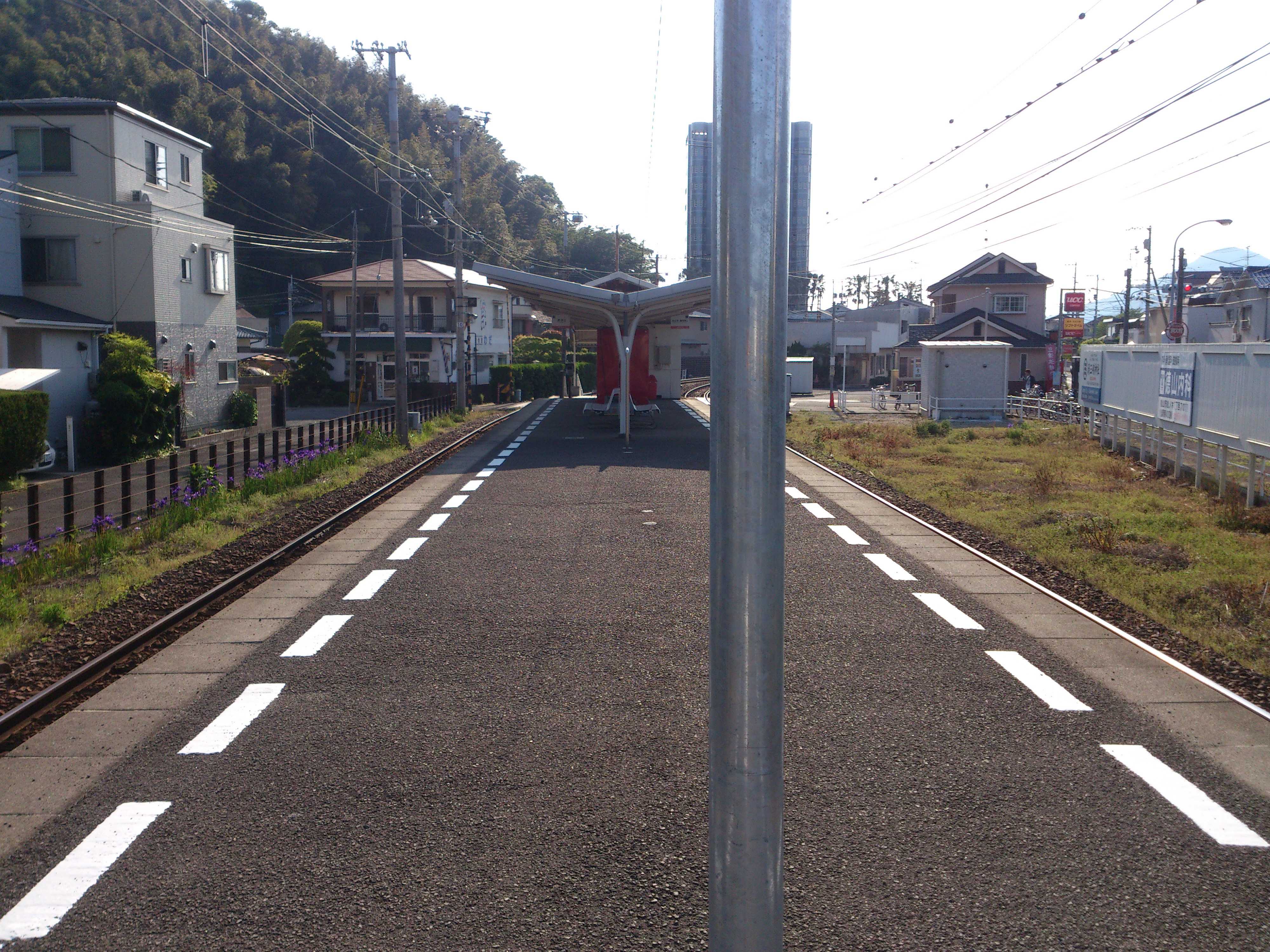
ホーム（高浜方面）
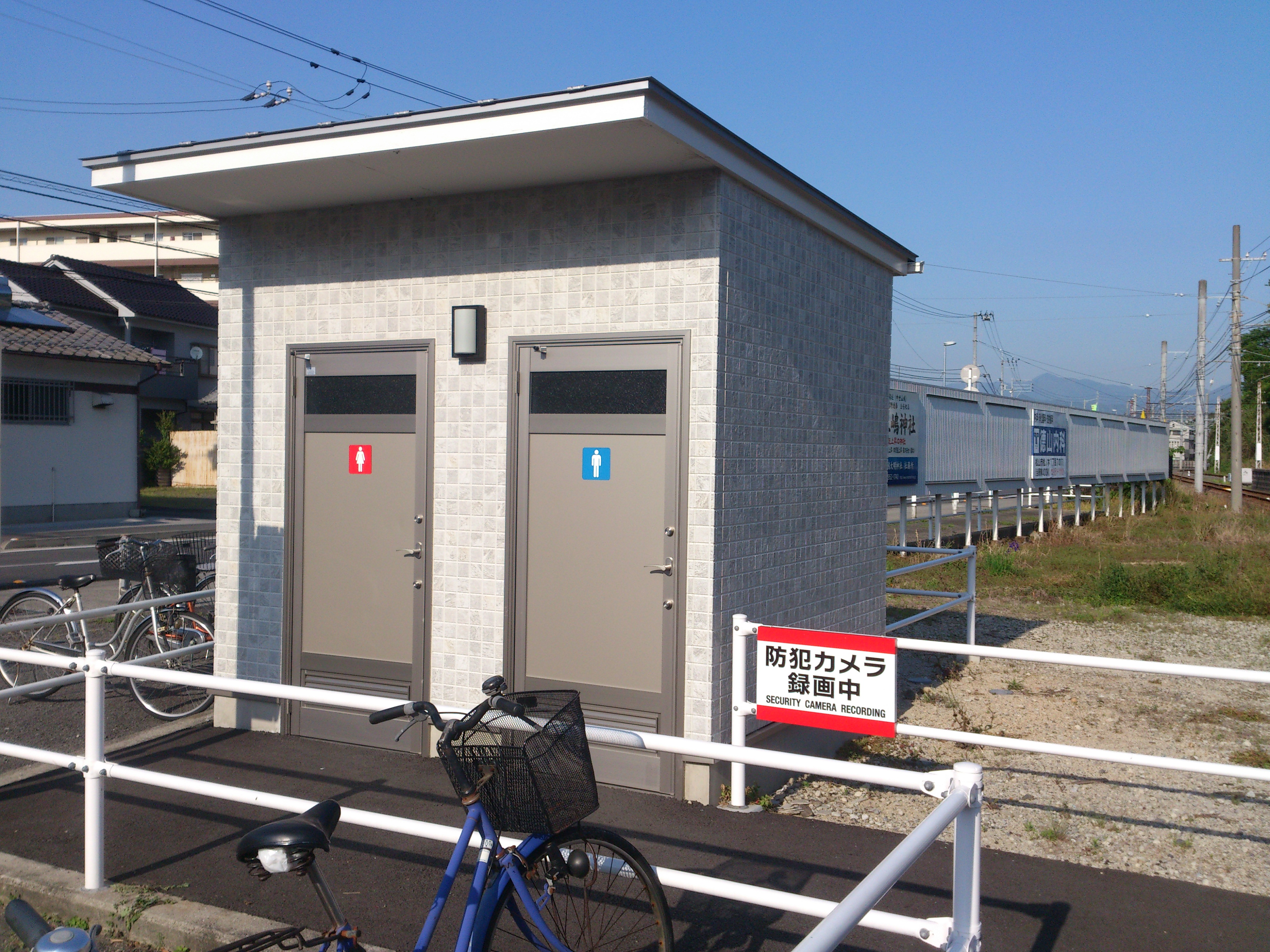
水洗化されたトイレ
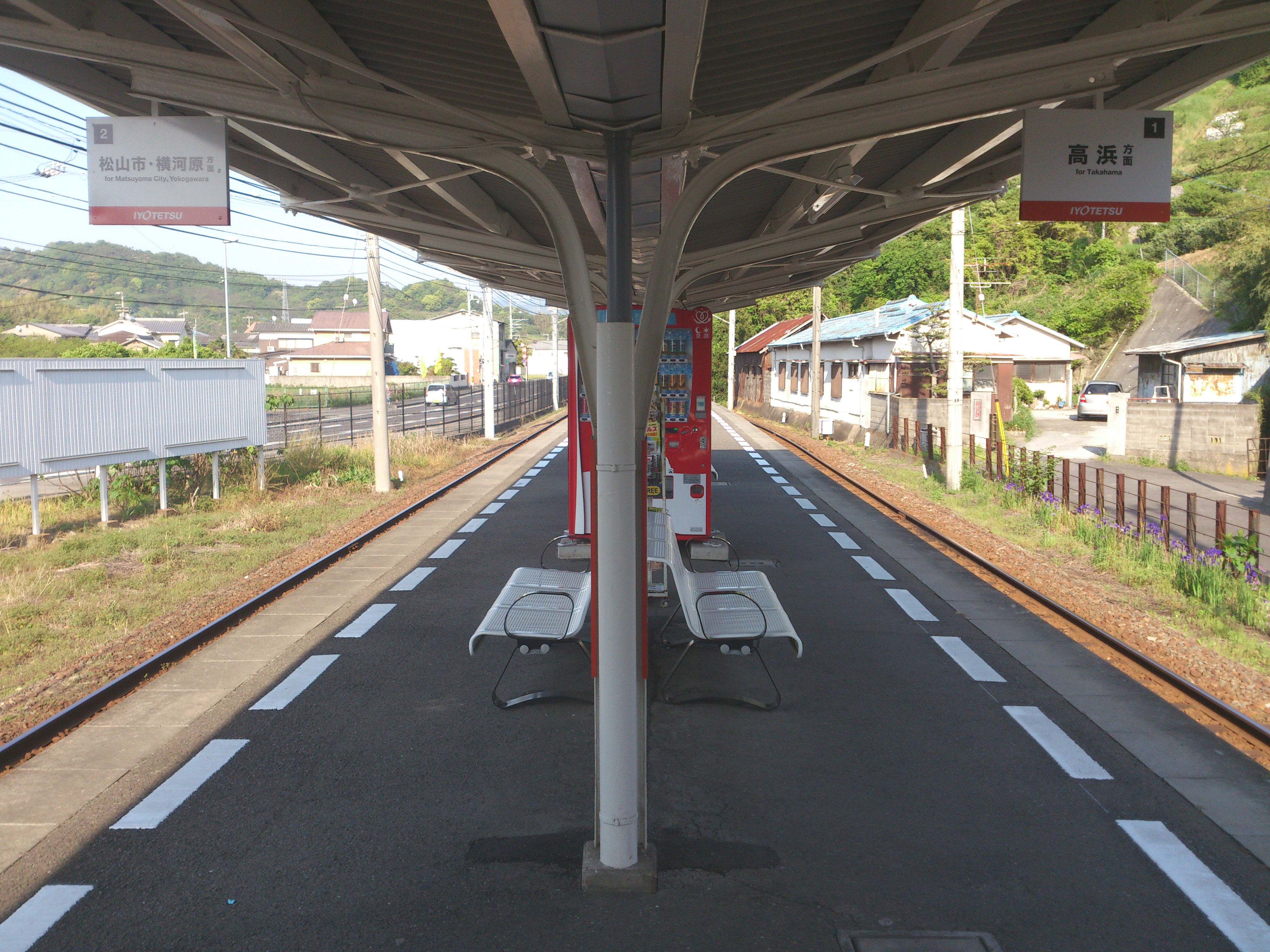
ホーム（松山市方面）

## 駅周辺

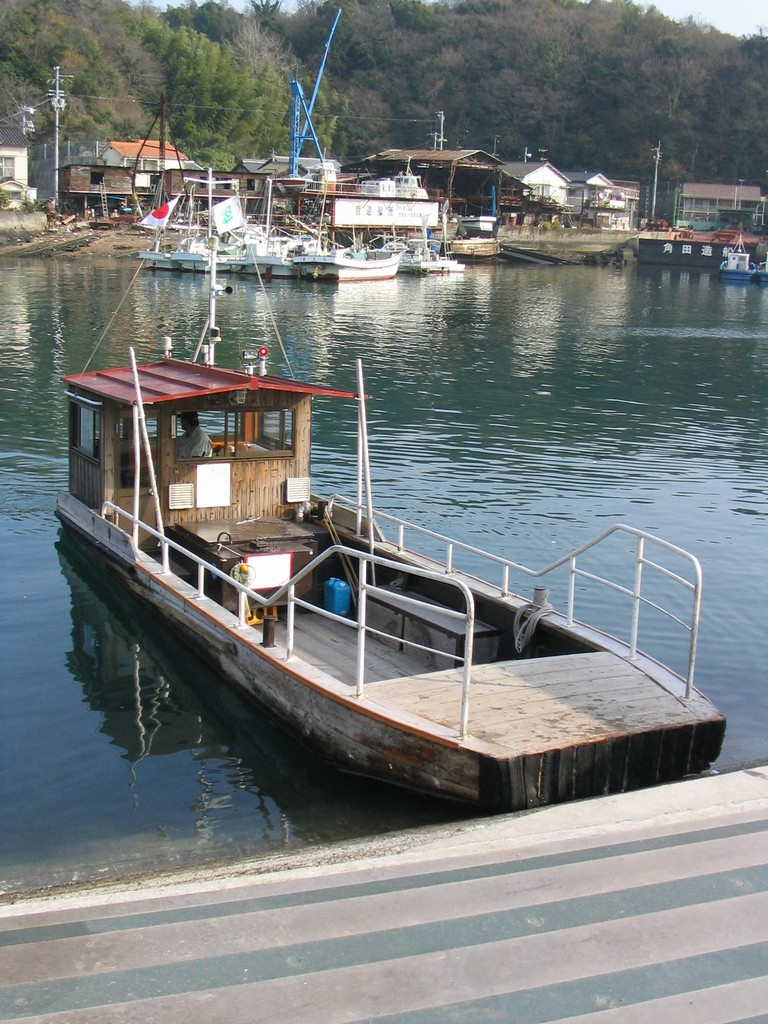
三津の渡し

すぐ北側に高浜線と並行して高浜港方面に向かう県道があるほかは、周囲は住宅街となっており、県道を渡った北東側に新浜簡易郵便局がある。
県道から踏切を渡り西に進むと、数分で梅津寺海岸の南端に出る。ここにはボート・ヨット競技用の艇庫やモーターボートの陸揚場等がある。南に進むと、右手に港山城跡の上り口、さらに進むと三津浜港（内港）に出る。ここから、「三津の渡し」が出ており、渡し場から右手奥に入ると突き当たりに湊三嶋神社がある。

## 隣の駅
伊予鉄道
■高浜線
梅津寺駅 (IY02) - 港山駅 (IY03) - 三津駅 (IY04)